# Hochkedl
Der Hochkedl ist ein 2558 m ü. A. hoher Berg der Reißeckgruppe in den Hohen Tauern. Der Gipfel befindet sich auf der Gemeindegrenze zwischen Mühldorf und Lurnfeld. Die 2400 m hohe Seescharte trennt den Hochkedl von der im Nordosten stehenden 2662 m hohen Kleinen Leier, im Südwesten liegt die 2336 m hohe Staffenhöhe. In nordwestlicher Richtung liegt das Reißecker Seenplateau mit den Speicherseen Großer und Kleiner Mühldorfer See. In südöstlicher Richtung gelangt man in das Hochkar „Im Goaßele“.

## Tourismus
Der Gipfel ist von der Reißeckhütte (2287 m) in einer Stunde zu erreichen. Die Tour gilt als leicht, die wenigen schwierigen Stellen sind mit Stahlseilen gesichert. Kinder bis zehn Jahre sollten aber ans kurze Seil genommen werden.
Der Zustieg zur Reißeckhütte ist ab Mühldorf mit 5½ Stunden Gehzeit angegeben. Bis zur Auflassung der Reißeckbahn und der Reißeck-Höhenbahn 2014 war sie von der Bergstation der Höhenbahn in nur 15 Minuten erreichbar.